# Rictaxis punctocaelatus
Rictaxis punctocaelatus är en snäckart som först beskrevs av Carpenter 1864.  Rictaxis punctocaelatus ingår i släktet Rictaxis och familjen Acteonidae.

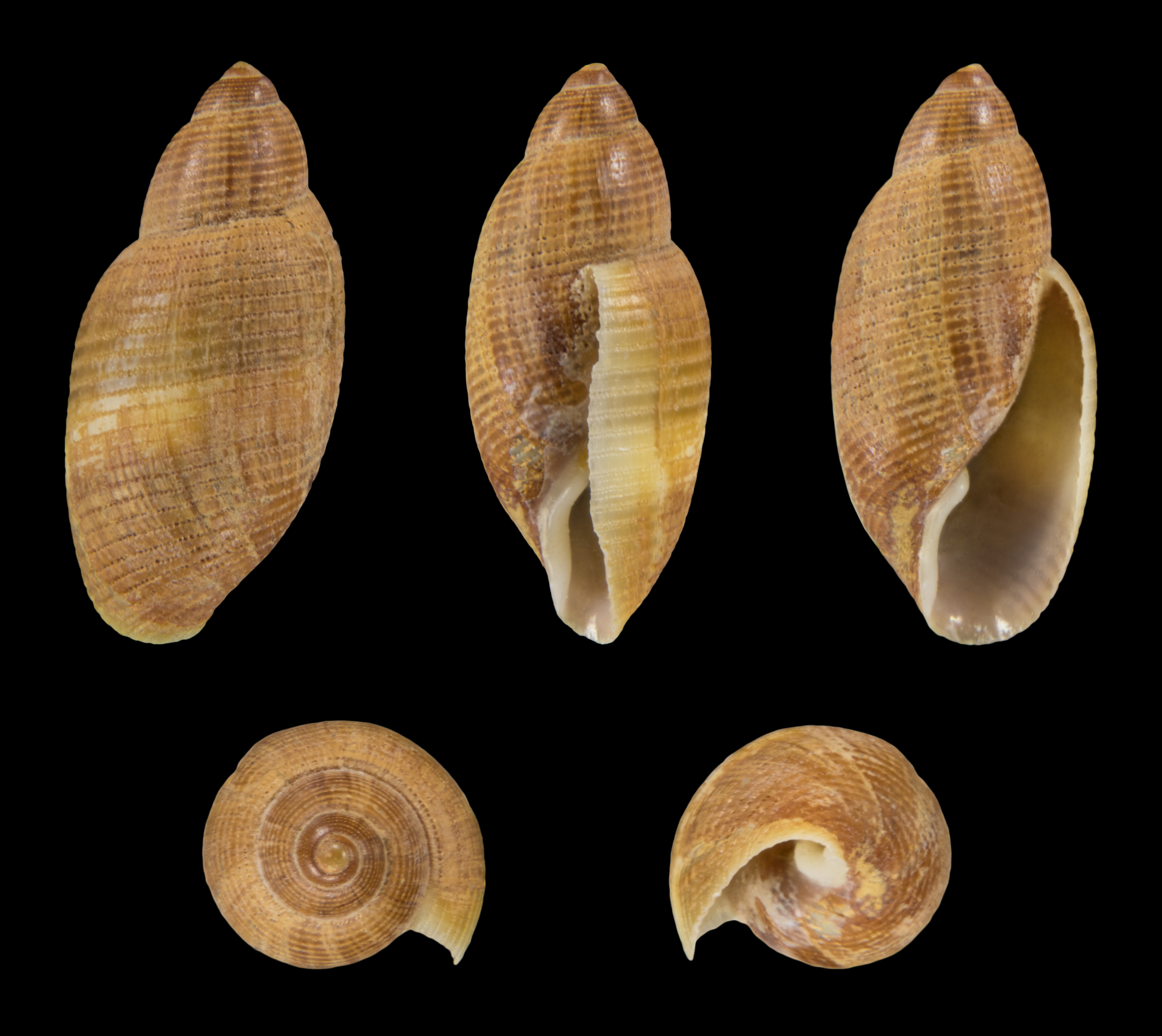
Brun form

## Underarter
Arten delas in i följande underarter:
- R. p. punctocaelatus
- R. p. vancouverensis
- R. p. coronadoensis